# Silvia Calandrelli
Silvia Calandrelli (Roma, 11 ottobre 1963) è una dirigente d'azienda italiana, direttrice di Rai Cultura.

## Biografia
Dopo la laurea in Filosofia, nel 1989 inizia a lavorare in  Rai come programmista regista.
Dal 1989 al 1995 è programmista regista e autrice di Radio 2 3131 e, per Radio 3, di numerosi programmi tra cui Palomar. Viaggio intorno alle Scienze, Mosaico e Radio 3 Suite. 
Nel 1991 lavora come consulente per Rai 2, nell'ambito della struttura Cinema, analizzando e selezionando soggetti e sceneggiature.
Dal 1995 e per quattro anni collabora con Videosapere e Rai Educational. Segue in particolare, come capo progetto e autrice, La storia del pensiero filosofico dalle origini al Novecento, con Hans Georg Gadamer, Il grillo, programma quotidiano di scienza, cultura e politica, ed Enciclopedia Multimediale delle Scienze Filosofiche e Mediamente, il primo programma di alfabetizzazione digitale della Rai.
Nel 1999 è alla Direzione Teche e Servizi Tematici/Educativi, e l'anno successivo è chiamata a dirigere l'area Contents Entertainment di Rai Net.
Nel 2006 riceve l'incarico di operare nella Direzione di Rai 3, e nel giugno 2007 è nominata vicedirettore dei Nuovi Media e consigliere di amministrazione di Rai Net con deleghe sul prodotto e la tecnologia. Un anno dopo è responsabile dell'area Sviluppo Offerta di Rai Net.
Nel 2010 è nominata vicedirettore di Rai 3, con responsabilità diretta su Palinsesto, Marketing e Innovazione Prodotto, e nel luglio 2011 assume la direzione di Rai Educational, divenuta nel giugno 2014 Rai Cultura, che comprende Rai Scuola, Rai Storia, Rai 5, l'Orchestra sinfonica nazionale e le produzioni di prosa e musica colta per le reti generaliste.
È membro del Comitato Storico Scientifico per gli Anniversari di Interesse Nazionale.
Ha curato numerose docenze presso la facoltà di Scienze della Comunicazione dell'Università La Sapienza di Roma e la facoltà di Economia dell'Università Tor Vergata per il Master in Economia e Gestione della Comunicazione e dei Media.
Il 14 gennaio 2020 viene nominata direttore di Rai 3, dove rimane per quattro mesi, sostituita nel maggio dello stesso anno da Franco Di Mare.
Dal 17 dicembre 2021 al 24 marzo 2025 è stata direttrice della Direzione Cultura ed Educational con responsabilità ad interim della Direzione Rai Cultura.
Dal 21 maggio 2025 assume il ruolo di direttrice della Direzione Rai per la Sostenibilità - ESG.